# 誰偷了垃圾桶？
《誰偷了垃圾桶？》（英語：Maharaja）是一部2024年印度泰米爾語動作驚悚片，由尼瑟蘭·史瓦米納森執導兼編劇，線路（The Route）、思考製片室和激情製片室（Passion Studios）製作，維傑·西圖帕提領銜主演，阿努拉格·卡許亞普、曼塔·莫漢達斯、納塔拉詹·蘇布拉瑪尼亞姆、艾畢拉米·戈普庫馬爾、辛甘布利、阿魯多斯、穆尼什坎特、薩查娜·納米達斯（Sachana Namidass）、馬尼坎丹和巴拉蒂拉賈。電影講述一名理髮師心急如焚地請警方找回心愛的垃圾桶，但背後真相並不單純。
本片消息於2023年2月正式宣布，暫定名為，意為西圖帕提出演的第50部電影。同月展開主要拍攝工作，主要在金奈進行。正式片名於7月宣布，恰逢電影拍攝結束，思考製片室加入聯合製片商的行列。本片的配樂由B·阿賈尼什·洛克納斯譜寫，迪內什·普魯索塔曼（Dinesh Purushothaman）擔任攝影指導，普洛明·拉傑負責剪輯。
《誰偷了垃圾桶？》2024年6月14日在印度等地上映，印度影評界的口碑以正面居多，西圖帕提的表演、普洛明的剪輯，以及尼瑟蘭的編導水準尤其受到讚揚。電影取得票房佳績，創下了2024年泰米爾電影首映週末票房最高紀錄，並成為2024年票房第四高的泰米爾電影。

## 劇情
瑪哈拉賈在拉姆金髮廊（Ramki Saloon）擔任理髮師。一日，一輛卡車撞上了房子，導致他妻子死亡，年幼的女兒喬蒂則被意外掉落的垃圾桶蓋住，使她在崩塌的房屋中倖存。此後，瑪哈拉賈和喬蒂心存感激，將該垃圾桶命名為「拉希米」（Lakshmi）並供奉起來。
一日，瑪哈拉賈前往當地警察局報案，稱拉希米遭人偷走，令警察費解。他講述了事發經過：三名劫匪闖入家中，襲擊了他，並帶走了拉希米。以薩·瓦拉達拉傑督察為首的警方本來不想花力氣尋找個空垃圾桶，但瑪哈拉賈承諾以50萬盧比的行賄金來當報酬，警方最後才受理。瓦拉達拉傑督察與線人兼前罪犯納拉西旺合作，打算直接找個一模一樣的垃圾桶呈交結案。
在過去（2009年），塞爾旺及沙巴里是劫匪搭檔，他們入室搶劫並殺害受害者，沙巴里甚至強暴婦女。一日，塞爾旺在拉姆金髮廊準備修鬍子，沙巴里此時致電告訴塞爾旺他們的罪行已登上了報紙，塞爾旺懷疑瑪哈拉賈聽見了他們的交談內容，離開前更不小心遺下一條送給年幼女兒安姆的金鍊在髮廊裡。瑪哈拉賈前往塞爾旺家想要將其歸還，此時警方同時到達，警察槍殺了持槍的沙巴里，並逮捕了塞爾旺。塞爾旺相信瑪哈拉賈向警方通風報信。
回到現今（2024年），有前科的不良青年達那在車廠工作，被卡魯納卡蘭議員當眾羞辱，於是之後到酒吧報復毆打了對方，瑪哈拉賈目睹這打鬥過程。另一方面，納拉西旺同意充當竊取垃圾桶的小偷，以「解決」此案。瓦拉達拉傑督察透過電話要求瑪哈拉賈再次講述垃圾桶事件經過，以便納拉西旺配合演戲。這次瑪哈拉賈講述了事件的真面目，其實事件不是發生在他身上，而是女兒喬蒂。喬蒂從學校的運動營回到家時，被躲在屋內的塞爾旺、達那和納拉西旺襲擊。塞爾旺誤以為瑪哈拉賈14年前向警方報信害自己入獄，並發誓要報仇。他們潛入瑪哈拉賈的房子準備對他作報復，卻遇上喬蒂回來，他們不但對喬蒂施虐，納拉西旺還多次強暴了她。瑪哈拉賈回到家後將喬蒂送往醫院。
達那一張遺落的收據將瑪哈拉賈引向酒吧，並目睹了鬥毆事件，其後瑪哈拉賈尾隨達那並與其同夥發生打鬥，最後將達那斬首。達那死前透露，他的一名同夥就在警察局內。如開頭所示，他之後去了警察局報告一單垃圾桶被偷的案件。
現在，瓦拉達拉傑督察等人帶著感到慌亂的納拉西旺到瑪哈拉賈的家中，歸還垃圾桶並還原事發經過。瓦拉達拉傑督察當眾戳穿了納拉西旺，稱自己的團隊在調查達那的死亡時發現納拉西旺與之關聯，最後查出他參與了對喬蒂的強暴。因此，他們計劃把他帶給瑪哈拉賈，讓他以私刑殺死了納拉西旺。警方也查到了第三名同夥——塞爾旺的下落。
瑪哈拉賈來到塞爾旺工作的建築工地，打斷了對方的腿，並按照喬蒂的意願讓她會見施虐自己的人。喬蒂認為他是為了家裡的珠寶而來，於是扔下了一袋珠寶。塞爾旺在珠寶中發現了他在安姆生日那天為她買的金鍊，也是多年前瑪哈拉賈來歸還的那一條。原來當年，塞爾旺被捕後，瑪哈拉賈帶著妻子和女兒來到塞爾旺之妻科希拉的新家歸還鍊子，但被拒絕。當瑪哈拉賈去街對面的商店給安姆買禮物時，一輛卡車衝進了科希拉的房子，除了安姆之外的所有人全數死去，安姆被垃圾桶拉希米所救。瑪哈拉賈收養了安姆，改了她的名字，並當作自己的女兒撫養長大。
現在，塞爾旺看見喬蒂肩膀上有道與嬰兒安姆相同的傷疤，意識到自己無意間傷害了女兒。瑪哈拉賈、喬蒂和喬蒂的老師阿西法一起離開時，塞爾旺出於愧疚，跳樓身亡。

## 演員
- 維傑·西圖帕提飾演瑪哈拉賈（Maharaja）
- 阿努拉格·卡許亞普（英语：Anurag Kashyap）飾演塞爾旺（Selvam）
- 曼塔·莫漢達斯（英语：Mamta Mohandas）飾演阿西法（Aasifa）
- 納塔拉詹·蘇布拉瑪尼亞姆（英语：Natarajan Subramaniam）飾演薩·瓦拉達拉傑督察（Inspector S. Varadharajan）
- 艾畢拉米·戈普庫馬爾（英语：Abhirami Gopikumar）飾演科希拉·史里拉克什米（Kokila Srilakshmi）
- 辛甘布利（英语：Singampuli）飾演納拉西旺（Nallasivam）
- 阿魯多斯飾演拉卡·佩魯馬爾薩米副督察（SI R. K. Perumalsamy）
- 穆尼什坎特飾演庫贊泰警員（Constable Kuzhandhaivelu）
- 薩查娜·納米達斯（Sachana Namidass）飾演喬蒂（Jothi）
  - 嬰兒希妮卡（Baby Shynika）飾演嬰兒喬蒂
- 馬尼坎丹飾演達那（Dhana）
- 巴拉蒂拉賈（英语：Bharathiraja）飾演哥帕爾·塔塔（Gopal Thatha）
- 拉維·瑪利亞飾演佩魯瑪西瓦姆（Paramasivam）
- 維諾德·薩加（英语：Vinod Sagar）飾演沙巴里（Sabari）
- 迪維亞·巴拉蒂（Divya Bharathi）飾演瑪哈拉賈之妻
- 卡萊延（Kaalaiyan）飾演卡魯納卡蘭議員（Councillor Karunakaran）
- 卡爾基（Kalki）飾演警察（Police）
- P·L·特納普潘（英语：P. L. Thenappan）飾演髮廊老闆

## 製作
尼瑟蘭·史瓦米納森在《猴子玩具》（2017年）取得成功後，蘇丹·桑達拉姆（Sudhan Sundaram）的激情製片室（Passion Studios）與他簽約，以製作尼瑟蘭的下一部執導作。但該計畫之後一直處於開發地獄。尼瑟蘭隨後向製片人G·達南傑揚讀本，G·達南傑揚則建議他向演員維傑·安東尼讀本，此劇本令安東尼留下了深刻的印象。尼瑟蘭必須取得激情製片室核發的无异议证明（NOC），但該公司不贊成將該項目移交給另一家公司，而未同意給予NOC。不久之後，該公司表示他們將向維傑·西圖帕提讀本，如果他否認參與本片，那便同意將項目讓出。
西圖帕提對劇本印象深刻，同意出演本片，就此取代了安東尼。激情製片室2023年2月1日發佈公告，確認了該項目。該項目將成為西圖帕提擔綱主演的第50部電影。本片暫定名為，在金奈的一家電影製片廠舉行的Muhurat供奉儀式，電影演員和工作人員均出席；主要拍攝在儀式結束不久後的同天展開。賈格迪什·帕拉尼薩米（Jagadish Palanisamy）的線路（The Route）和思考製片室後來作為聯合製片商進組。4月初，桑達拉姆表示，85天的拍攝日已完成了50天，而西圖帕提的工作日只剩下十天。7月12日，製片方除了宣告電影已殺青外，亦宣布了正式片名《誰偷了垃圾桶？》。
阿努拉格·卡許亞普、曼塔·莫漢達斯和納塔拉詹·蘇布拉瑪尼亞姆被官方宣布與西圖帕提共同擔任主演，配角演員包括迪維亞·巴拉蒂（Divya Bharathi）、艾畢拉米·戈普庫馬爾、阿魯多斯、穆尼什坎特、馬尼坎丹、辛甘布利、巴拉蒂拉賈、維諾德·薩加及P·L·特納普潘。配音工作於2023年12月31日完成。

## 音樂
電影配樂由B·阿賈尼什·洛克納斯譜寫，首次與西圖帕提合作；繼《猴子玩具》之後與尼瑟蘭的第二次合作；也是他繼《猴子玩具》、《瑞奇》（2017年）和《發生》（2018年）後參與的第四部泰米爾電影。第一首單曲〈媽媽媽媽〉（Thayee Thayee）由席德·斯里拉姆獻唱，瓦拉穆圖作詞，2024年6月7日發表。第二首單曲〈君主害怕了〉（Raja Paya Onnu）於電影上映後的2024年6月15日發表。
| 曲序     | 曲目           |          | 歌手                              | 时长 |
| -------- | -------------- | -------- | --------------------------------- | ---- |
| 1.       | 媽媽媽媽（Thayee Thayee）   | 瓦拉穆圖 | 席德·斯里拉姆                     | 3:08 |
| 2.       | 君主害怕了（Raja Paya Onnu） | 瓦拉穆圖 | 吉辛·拉吉（Jithin Raj） 哈什卡·德瓦納特（Harshika Devanath） | 4:05 |
| 总时长： | 总时长：       | 总时长： | 总时长：                          | 7:13 |

## 發行

### 院線
《誰偷了垃圾桶？》2024年6月14日在全球院線上映。電影還發行了泰盧固語配音版。上映前兩天，即6月12日，片方舉行了新聞發表會。本片最初計劃在2024年5月上映。《誰偷了垃圾桶？》2024年6月28日在美國洛杉磯首映，並被選為洛杉磯印度影展閉幕夜選片之一。本片2024年11月29日在中國院線上映。

### 發行商
NVR電影（NVR Cinemas）買下了本片在安得拉邦和特倫甘納邦的發行權。AV媒體顧問公司（AV Media Consultancy）在喀拉拉邦的發行。喀拉拉邦的發行商瑪尼的電影世界（Mani's Cine World）在北印度發行了本片。本片在中國由中國電影股份有限公司發行。

### 家用媒體
Netflix收購了數位串流版權，星空維杰收購了衛星版權。電影2024年7月12日起在Netflix首映。《誰偷了垃圾桶？》在Netflix上線後成為熱門影片，短短24天內就獲得了3640萬次觀看，且還在超過15個國家及地區進入了前十名。

## 反響

### 票房
《誰偷了垃圾桶？》上映當天的票房收入為4700萬盧比。在第二天就獲得了7750萬盧比，在第三天獲得了9000萬盧比。本片超越《雄鷹》，成為2024年開盤票房第三高的泰米爾電影，僅次於《米勒上尉》和《猛鬼殿4》。本片三天首映週末票房估計為5.26億盧比，至此成為2024年首週末票房收入最高的泰米爾電影。上映第四天，電影在印度的票房就突破了4.85億盧比，全球票房達5億盧比。
《誰偷了垃圾桶？》的全球票房在五天內就突破了6.6億盧比，其中3億盧比來自泰米爾納德邦。上映六天內票房達7.7億盧比，成為2024年全球票房最快達到此數字的泰米爾電影，也是西圖帕提最快突破5億盧比大關的主演電影。本片七天的全球票房收入為6.35億盧比；九天內的全球票房達7億盧比。上映11天，本片的全球票房超過8.18億盧比。起初，《誰偷了垃圾桶？》的全球票房統計超過11億盧比，之後加上中國票房後則累積超過19億盧比。
本片在中國的票房達9億盧比，至此成為中國票房最高的考萊塢電影。

### 評價
《誰偷了垃圾桶？》在印度影評界的口碑整體以正面居多，多數稱讚西圖帕提的表演、普洛明的剪輯，以及尼瑟蘭的編導水準。
雷迪夫網的阿瓊·梅農（Arjun Menon）給出了4／5星評價，並在影評中寫道：「《誰偷了垃圾桶？》是部令人驚訝的長篇故事，在最後一小時揭露挑戰道德的內容，使復仇電影的老套相貌重新煥發，彌補了寫作中的小聰明。」Times Now頻道、Pinkvilla網站和ABP News頻道皆給予本片3.5／5星的評價。Times Now的馬尼坎丹·KR（Manikandan KR）寫道：「《誰偷了垃圾桶？》可謂相當不錯的復仇兼刑偵劇，成功主因為整體演員陣容的出色演出，以及特技演員和特技編排的優秀表現。」Pinkvilla的古瑟姆·S（Goutham S）稱：「在這部尼瑟蘭·史瓦米納森精心編劇、充滿動作的復仇電影中，維傑·西圖帕提的演技足以脫穎而出。」ABP News的拉克什·塔拉（Rakesh Tara）評論：「《誰偷了垃圾桶？》將嚴肅的社會議題與商業電影元素融合在一起，可謂雄心勃勃的嘗試。電影在某些方面取得了成功，特別是透過出色的表演及引人入勝的音樂，但在敘事方面的凝聚及吸引力卻有所不足。」
《印度時報》的魯帕·拉達克里希南（Roopa Radhakrishnan）為本片給出了3／5星評價，並寫道：「維傑·西圖帕提在自己的第50部電影中表現出色，且角色也寫得很好。」OTTPlay網站的阿努莎·桑達爾（Anusha Sundar）也將電影評為3／5星，稱：「《誰偷了垃圾桶？》是每一幀每一秒都在向你傳遞訊息的電影，所以當你跟不上時，可能會無法理解當前進度何在。」《印度教徒報》的布夫內什·錢德（Bhuvanesh Chandar）在影評中寫道：「《誰偷了垃圾桶？》是嚴肅電影人尼瑟蘭的另一招牌力作，他向我們展現了優秀的編劇如何將過時的想法轉化為扣人心弦的大銀幕體驗。」但他批評「寫作的偷懶和做作的第三幕破壞了這部扣人心弦的驚悚片。」《印度斯坦時報》的拉莎·斯里尼瓦桑（Latha Srinivasan）評論：「導演尼瑟蘭·史瓦米納森聯合維傑·西圖帕提打造了絕對值得您花時間觀看的電影。」Onmanorama網站的斯瓦蒂·P·阿吉斯（Swathi P Ajith）也給予好評，並寫道：「《誰偷了垃圾桶？》無疑是值得去戲院觀賞的驚心動魄復仇劇。」
《德干紀事報》的B·V·S·普拉卡什（B. V. S. Prakash）給出了2.5／5星，並在影評中寫道：「導演尼瑟蘭值得稱讚，他讓受害女子變得更加堅強且果斷，胸懷坦蕩地想認識加害者並面對面質問他們令人髮指的行為，最後又拋出了另一轉折。」《今日印度》和《印度快報》給予的評價較為平庸。《今日印度》的賈納尼·K（Janani K）也打出2.5／5星，但在評論中指出：「《誰偷了垃圾桶？》背負的任務很多，但可悲的是，成功與失敗並不成正比，失分項更多。絕妙時機被幾乎不起作用的黑色幽默及許多其他缺點掩蓋了。」《印度快報》的基魯巴卡爾·普魯索塔曼（Kirubhakar Purushothaman）則為本片打分2／5星，認為「《誰偷了垃圾桶？》的首要問題是『想達標』的本質，給人一種堅韌、黑暗及情緒化的峰迴路轉印象。電影更關心自己想要給人的印象，而非真實的樣子。」
本片在爛番茄網站上根據6名影評人的評分，新鮮度達83%，平均得分7.7／10。

### 獎項
| 獎項                | 頒獎日期      | 類別       | 得獎或提名者       | 結果 | 來源   |
| ------------------- | ------------- | ---------- | ------------------ | ---- | ------ |
| 墨爾本印度影展獎    | 2024年8月16日 | 最佳電影   | 《誰偷了垃圾桶？》 | 提名 | [ 67 ] |
| 墨爾本印度影展獎    | 2024年8月16日 | 最佳導演   | 尼瑟蘭·史瓦米納森  | 獲獎 | [ 67 ] |
| 阿南達·維卡坦電影獎 | 2025年6月13日 | 最佳男主角 | 維傑·西圖帕提      | 獲獎 | [ 68 ] |
| 阿南達·維卡坦電影獎 | 2025年6月13日 | 最佳劇本   | 尼瑟蘭·史瓦米納森  | 獲獎 | [ 68 ] |
| 阿南達·維卡坦電影獎 | 2025年6月13日 | 最佳剪輯   | 普洛明·拉傑        | 獲獎 | [ 68 ] |

## 翻拍
在電影大獲成功後，阿米爾·罕的製片公司宣布獲得《誰偷了垃圾桶？》的印地語翻拍權，罕除了擔任監製外，還有望飾演西圖帕提的角色。

## 備註
1. ↑  根據《覺悟日報》所述，《誰偷了垃圾桶？》的製作預算包含宣傳費在內，共2億盧比[3][4]。
2. ↑  直譯為「摩诃罗阇」，或譯為「瑪哈拉賈」（即電影主角的名字），意旨「偉大的君主」。
3. ↑  西圖帕提也憑藉《解放：第二部（英语：Viduthalai Part 2）》共同獲得該獎。

## 外部連結
- 互联网电影数据库（IMDb）上《誰偷了垃圾桶？》的资料（英文）
- 爛番茄上《誰偷了垃圾桶？》的資料（英文）
- 豆瓣电影上《誰偷了垃圾桶？》的資料 （简体中文）